# Anton Johann Albrechtsberger
Anton Johann Albrechtsberger (* 20. November 1729 in Klosterneuburg; † nach 1768, Ort unbekannt) war ein österreichischer Komponist, Cellist und Musikpädagoge.

## Leben und Wirken
Anton Johann Albrechtsberger war der Sohn des Landwirts und Fuhrwerkers Jakob Albrechtsberger. Er war der ältere Bruder des bekannteren Komponisten Johann Georg Albrechtsberger (1736–1809). Die Brüder wurden früh musikalisch gefördert.
Albrechtsberger war mit Joseph Haydn bekannt, mit dem er Ende der 1750er Jahre gemeinsam musizierte. So wirkte er als Cellist bei der Aufführung der ersten Streichquartette Haydns auf Schloss Weinzierl bei Baron Karl Joseph Weber von Fürnberg mit. Eine Arie Albrechtsbergers (Kein Lustigers Leben) wurde zunächst Haydn zugeschrieben (Hob. XXVIa/49a), ehe sie als Albrechtsbergers Werk identifiziert wurde.
Von 1761 bis 1763 wirkte Albrechtsberger als Choralist und Lehrer der Sängerknaben im Stift Klosterneuburg und war 1765 bei Wolfgang Carl Lorenz Nefzern in Schlesien tätig. Er komponierte ein Singspiel für den Bischof der Diözese Wiener Neustadt (um 1768) und es wird angenommen, dass er dort in den 1760er Jahren Mitglied der Kapelle oder Kapellmeister war. 1772 bewarb er sich als Kapellmeister beim Bischof von Olmütz. Über sein weiteres Leben sowie das Datum seines Todes ist darüber hinaus nichts bekannt.

## Werke (Auswahl)
- Requiem Es-Dur für 4 Stimmen, Orchester und Orgel[8]
- Missa Panis Quotidiani – Messe d-Moll für 4 Stimmen, Streicher und Orgel
- Maria virgo – Arien in c-Moll
- Regina caeli in D-Dur
- Singspiel über das Leben des heiligen Josef von Copertino (1768)
- Divertimento für Violine, Violoncello und Kontrabass in F-Dur
- Divertimento für Viola, Violoncello und Kontrabass in C-Dur